# Relació Faber-Jackson

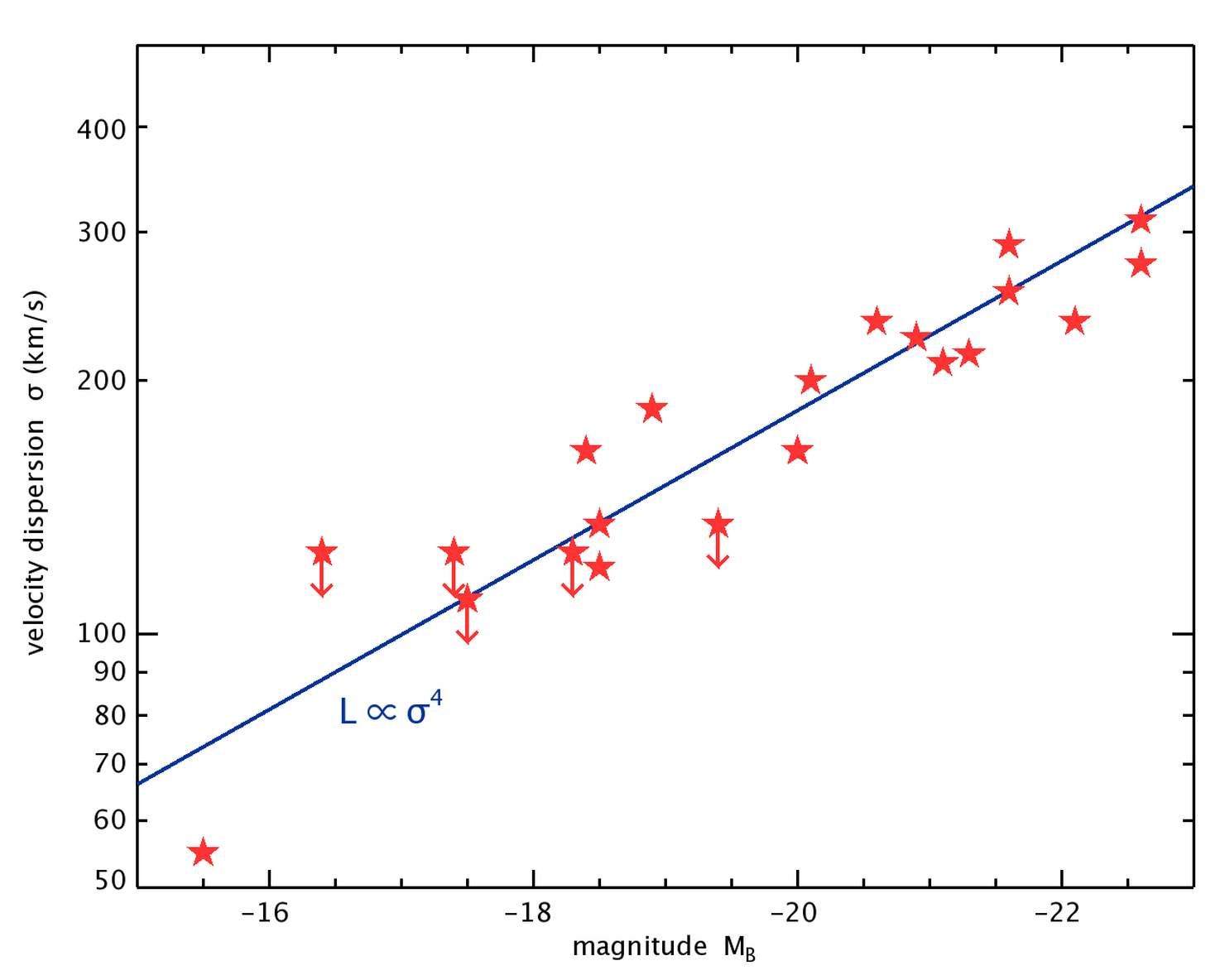
Velocitat de dispersió traçada respecte una magnitud absoluta en una mostra de galàxies el·líptiques, amb la "relació de Faber-Jackson" dibuixada en blau.

La Relació Faber-Jackson és la relació entre la lluminositat d'una galàxia el·líptica i la seva dispersió de velocitats per al càlcul de la seva distància.
Ve donada per
{\displaystyle L=C\times \sigma ^{4}}

## Demostració
El potencial d'un gas de Ràdio R i massa M amb densitat constant ve donada per 

{\displaystyle U=-{\frac {3}{5}}{\frac {GM^{2}}{R}}} 

L'energia cinètica es pot representar com 

{\displaystyle K={\frac {1}{2}}M\sigma ^{2}} 

Pel Teorema de virial {\displaystyle 2K+U=0}
tenim 

{\displaystyle \sigma ^{2}={\frac {3}{5}}{\frac {GM}{R}}} 

per a una massa M virialitzada.
Si suposem que la relació massa-lluminositat és constant 

{\displaystyle {\frac {M}{L}}=C} 

llavors 

{\displaystyle M\propto L} 

Aïllant M i igualant 

{\displaystyle L\propto {\frac {\sigma ^{2}R}{G}}} 

llavors 

{\displaystyle R\propto {\frac {LG}{\sigma ^{2}}}} 

Suposant la mateixa brillantor superficial 

{\displaystyle B={\frac {L}{4\pi R^{2}}}} 

llavors 

{\displaystyle L=4\pi R^{2}B} 

substituint 

{\displaystyle L\propto 4\pi \left({\frac {LG}{\sigma ^{2}}}\right)^{2}B} 

desenvolupant 

{\displaystyle L\propto {\frac {\sigma ^{4}}{4\pi G^{2}B}}} 

és a dir 

{\displaystyle L\propto \sigma ^{4}} 

o 

{\displaystyle L=C\times \sigma ^{4}} 